# Kirchheimbolanden
Kirchheimbolanden er administrationsby i Donnersbergkreis i Rheinland-Pfalz, Tyskland. Den 31. december 2013 havde byen 7.726 indbyggere.

## Kendte personer
- Georg von Neumayer